# Электронные имплантаты
Электронные имплантаты (лат. «plantatio» — пересадка) — электронные приборы, вживлённые в тело биологического существа (человека, животного).

## История
Первые имплантаты появились в начале XX века. Две мировые войны активизировали развитие медицины, а изобретение полимеров позволило изготавливать искусственные кости и суставы, которые по своим свойствам немногим уступают настоящим.
В 1956 году советскими учёными в Центральном научно-исследовательском институте протезирования и протезостроения Министерства социального обеспечения СССР был создан макет «биоэлектрической руки» — протеза, который управлялся при помощи биотоков мышц культи. Этот прибор впервые демонстрировался в советском павильоне на Всемирной выставке в Брюсселе.
В шестидесятых годах исследователи Госпиталя общей хирургии при Массачусетском университете пробовали лечить эпилепсию так: в мозг вживлялись электроды, которые, нагреваясь, прижигали мозговые ткани в тех участках, которые вызывают эпилептические припадки. Результаты оказались весьма обнадеживающими, однако не настолько, чтобы продолжать опыты.
В семидесятых годах начали «вживлять» имплантаты («искусственную улитку») во внутреннее ухо людям с серьёзными нарушениями слуха. В 1964 году Национальным институтом здоровья США, по инициативе Майкла Де-бейки, основана программа разработок, касающихся искусственного сердца. В 1982 году в университете штата Юта 61-летнему пациенту Барни Кларку заменили больное сердце на искусственное. Человек с искусственным сердцем прожил 112 дней.
До сих пор к людям, больным алкоголизмом, применяются так называемые «подшивки»: вживление в тело ампулы-имплантата. Неизменным спросом, особенно среди женщин высокоразвитых стран, пользуются силиконовые имплантаты для увеличения объёма молочных желез, ягодиц, губ…
Теджал Десаи из Чикагского университета штата Иллинойс разработала капсулу, содержащую клетки, вырабатывающие инсулин. Поры в поверхности капсулы имеют размер всего 7 нанометров. Поэтому они пропускают инсулин наружу, но препятствуют проникновению внутрь капсулы антител, вырабатываемых иммунной системой для борьбы с клетками-трансплантатами. В составе капсул также содержится микросхема размерами 100 микрометров для транспортировки лекарства.
В институте Рослина создан силиконовый микрочип размером 2 миллиметра, набитый лекарствами. Устройство, которое можно проглотить или вшить под кожу, запрограммировано выпускать нужные порции лекарств в определенное время. Микрочип может иметь 34 резервуара, содержащие 25 нанолитров различных веществ в жидком и желеобразном состоянии. Пока же этот чип планируют использовать для обезболивания раковых больных и контроля уровня глюкозы в крови диабетиков.
Джеймс Аугер и Джимми Луазо разработали микросхему радиоприёмного блока, устанавливаемого под зубную пломбу. Радиоприёмник можно подключить к мобильному телефону с помощью интерфейса Bluetooth, после чего прослушивать сообщения и даже говорить самому.
Кохлеарная имплантация может вернуть пациенту слух даже в самых запущенных случаях, а также может помочь младенцам с врождённой глухотой: электронное устройство воспринимает звук, кодирующий его с помощью звукового процессора и передает электрические импульсы на слуховой нерв посредством гибких многоканальных электродов, вживленных в улитку внутреннего уха. Существует также возможность прямого подключения к телевизору или аудиосистеме для улучшения качества передаваемого звука. На текущий момент в мире около 219 000 людей имеют кохлеарные имплантаты.
На сегодняшний день разработано большое количество систем искусственного зрения, а также проведено несколько удачных операций имплантации этих систем (некоторые из них даже под местной анестезией).
В декабре 2002 года была проведена операция, в результате которой 39-летний Марк Мержер вновь получил способность ходить. Ему было вживлено в нервы и мышцы ног 15 электродов, соединенных с процессором в брюшной полости. Теперь он может руководить своей походкой с помощью кнопок на костылях, которые служат пультом дистанционного управления. Разработкой электродов занимались шесть стран: Великобритания, Германия, Дания, Италия, Нидерланды, Франция.
Электроды, вживленные в мозг, помогают пациентам избавиться от очень острой боли.
Филипп Кеннеди и Рой Бакэй из университета Эмори что в Атланте, имплантировали микросхему в мозг парализованного 52-летнего Джона Реея, который благодаря этому получил возможность общаться и управлять окружающими приборами непосредственно мозгом. Использовались синтезированные вещества, вызывающие обрастание нервными тканями контактов микросхемы. Имплантаты подобного рода уже сейчас используются для борьбы с болезнью Паркинсона, эпилепсией, склерозом, нервным тиком и неврозами. Учёные университета Южной Калифорнии в Лос-Анджелесе во главе с Теодором Бергером намерены провести испытания силиконового чипа, выполняющего роль искусственного гиппокампа (отдела мозга, который обрабатывает данные, полученные из человеческого опыта, таким образом, что их можно хранить в виде воспоминаний).
19 декабря 2001 компанией ADS (Applied Digital Solutions) был впервые представлен чип-имплантат VeriChip размером 12 'Æ2.1 мм, основанный на технологии RFID (Radio Frequency IDentification), который может содержать до шести строк информации — медицинской, или любой другой. Модифицированная версия чипа со встроенной GPS (Global Positioning System), по мнению производителей, поможет при поисках похищенных людей. Чип сможет имплантировать любой врач под местной анестезией с помощью специального прибора, причём на место вживления не нужно накладывать швы. ADS также разработала линейку приборов (некоторые из них — имплантаты) под названием «Цифровой Ангел» (Digital Angel). 17 июля 2003 ADS начала «чипизацию» Мексики: через год 10000 жителей этой страны стали носить в своем теле имплантаты, а в 70 % больниц появились устройства, которые считывают с чипов информацию.
В 2016 году впервые удалось с помощью вживленного микрочипа в мозг человека с травмой позвоночника восстановить движение конечности. Пациент в результате неудачного ныряния имел сломанную шею и мог двигать только плечами и немного одним локтем. В результате функциональной МРТ удалось установить, что участки моторной коры активируются тогда, когда пациент пытался повторить движения верхних конечностей. В эти участки были имплантированы микрочипы, которые могут уловить сигнал нейронной активности, когда данный пациент хочет двигать рукой. Сигнал от микрочипа направляется в компьютер, который отсылает сигналы в специальный браслет на руке пациента. Браслет уже передает сигнал о движении. В результате, пациент может выполнять достаточно сложные движения руки, пальцев и может поднять стакан воды или играть на компьютерной модели гитары
В 2017 году студент Константин Поляков проживающий в городе Тюмень смог использовать вживляемый чип для оплаты проезда в общественном транспорте.

## Применение
Области применения электронных имплантатов:
- медицина, здравоохранение
- аутентификация, денежные расчёты
- коммуникации, доступ к информации
- армия, спецслужба
- самовыражение, искусство.

## Проблемы и ограничения по применению
На пути развития электронных имплантатов существует ряд проблем: 

### Физические и технологические
- биологическая совместимость (у 2-3% людей на месте имплантации возникает хроническая инфекция, лечение которой требует применения мощных антибиотиков);
- самовосстановление имплантата в случае повреждения (сейчас в таких случаях требуется оперативное вмешательство);
- источники питания (уже созданы прототипы элементов питания, использующие глюкозу, которая содержится в крови, однако пока они малоэффективны);
- размеры имплантата;
- обмен информацией с организмом носителя имплантата (в некоторой степени освоено подключение к нервной системе, использование гормонов пока не исследовалось);
- реализация и стандартизация интерфейсов обмена информацией с внешними устройствами и другими имплантатами;

### Психологические и социальные
- юридические (некоторые из рассматриваемых технологий, в частности сочетание RFID и GPS делает возможным тотальный контроль за людьми, вопреки правам человека);
- нравственные;
- религиозные;
- ксено- и технофобии, невосприятие нового (уже сейчас в ряде высокоразвитых стран активно действует «Движение против биотехнологий»).

Богослов А. И. Осипов убеждён, что человечество в будущем неизбежно ожидает всеобщее рабство, «причём такое, какого в истории никогда не было. Раньше можно было сбежать, можно было договориться, поднять восстание, а здесь ничего не возможно. Любое слово будет фиксироваться и ни с кем не удастся договориться». Он убеждён, что для христиан важна не столько физическая, сколько нравственная свобода. И он, обращаясь к учёным, которые, по его словам, «не будут лгать», задаётся вопросом, позволяют ли технические возможности электронных имплантатов, воздействуя на сознание и волю человека, добровольно лишить его этой нравственной свободы, привести к потере возможности «свободного выбора между добром и злом»?